# リーハイ・バレー
リーハイ・バレー（英: Lehigh Valley、[ˈli.haɪ ˈvæ.li]）は、公式にはアレンタウン・ベスレヘム・イーストン大都市圏と呼ばれ（アメリカ合衆国国勢調査局とアメリカ合衆国行政管理予算局による定義）、非公式にまた地元では「ザ・バレー」と呼ばれるアメリカ合衆国の都市圏の名称である。ペンシルベニア州東部のカーボン郡、リーハイ郡、ノーサンプトン郡と、ニュージャージー州西部のウォーレン郡の4郡で構成されている。リーハイ・バレーの人口が集中する核部はリーハイ郡とノーサンプトン郡の南部と中央部であり、アメリカ国道22号線と州間高速道路78号線に沿っている。
人口は86万1889人（2020年）で、州内第3位の都市圏となっている。第1位はフィラデルフィア都市圏で、第2位はピッツバーグ都市圏である。全米の都市圏の中では第68位だった。リーハイ・バレーの中で人口最大の郡であるリーハイ郡は、2010年から2012年の人口成長率が国内第79位であり、高い方の分類になる。
2014年3月、リーハイ・バレーは、経済雑誌「サイト・セレクション」により、国内でその都市圏の大きさに比して経済発展度は第2位だと認められた。
都市圏の名称はこの地域を流れるリーハイ川によっており、また大アパラチア・バレーの一部にもなっている。

## 都市と場所

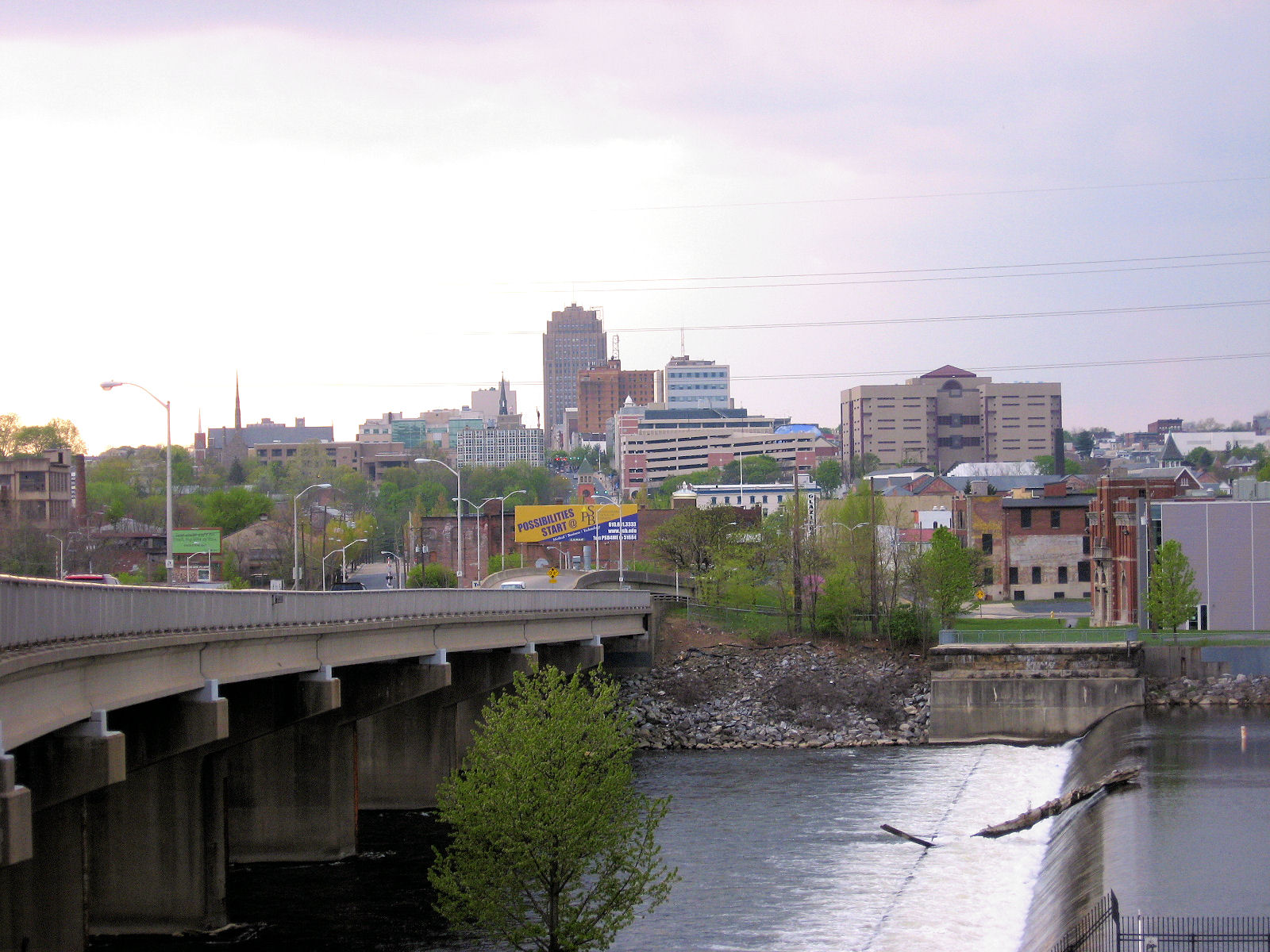
アレンタウンのスカイライン、リーハイ・バレーでは第1位、ペンシルベニア州では第3位の都市

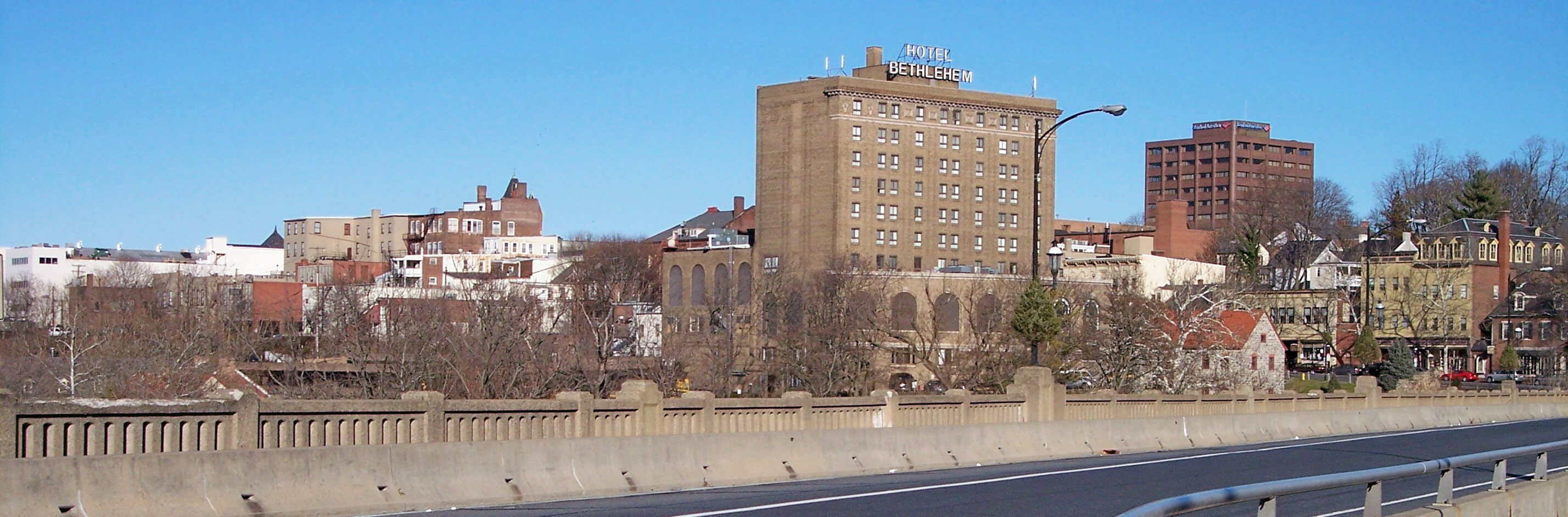
ベスレヘムのスカイライン、リーハイ・バレーでは第2位の都市

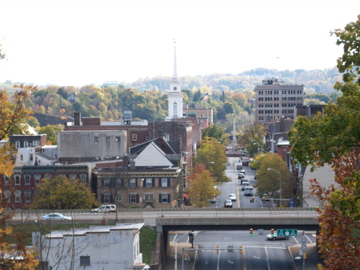
イーストンのスカイライン、リーハイ・バレーでは第3位の都市

リーハイ・バレーの主要都市は、アレンタウン、ベスレヘムおよびイーストンである。リーハイ・バレーの境界は北のポコノス山地、東のデラウェア川、南西のバークス郡とモンゴメリー郡との郡境、南のバックス郡との郡境となっている。しかし近年、ポハットコング山より西のニュージャージー州フィリップスバーグ、バックス郡上流のクエーカータウン周辺、およびバークス郡北東部とカーボン郡およびスクーカル郡南部が、リーハイ・バレーの外郭部と考えられるようになっている。
リーハイ・バレーはフィラデルフィア市の北約60マイル (97 km)、州都ハリスバーグの北東約80マイル (130 km)、ニューヨーク市の西約90マイル (145 km) にある。2010年国勢調査時点で82万人以上が居住している。近年の統計に拠れば、人口の多いフィラデルフィア市、ニュージャージー州、ニューヨーク市のベッドタウンとして人気が高まっていることや、周辺地域に比べて企業経営に好都合な環境と、生活費の安さもあって、ペンシルベニア州でも急速に成長していることが示されている。
リーハイ・バレーは地質と地理的に大アパラチア・バレーの一部であり、その大半はアパラチア山脈の東端にそって延びる石灰岩で造られている。北のブルー山、南のサウス山という2つの山の間にある実際のバレーで構成されているので、リーハイ・バレーと名付けられた。歴史あるペンシルベニア・ダッチ・カントリーに属しているとも見なされている。

### 人口1万人以上の自治体
| - アレンタウン市 - ベスレヘム市 - ベスレヘム・タウンシップ - イーストン市 - イーメイアス・ボロ - フォークス・タウンシップ | - ハノーバー・タウンシップ（ノーサンプトン郡） - ローワー・マカンジー・タウンシップ - ノーサンプトン (ノーサンプトン郡) - ノース・ホワイトホール・タウンシップ - パーマー・タウンシップ - フィリップスバーグ（ニュージャージー州） | - ソールズベリー・タウンシップ - サウス・ホワイトホール・タウンシップ - アッパー・マカンジー・タウンシップ - アッパー・ソーコン・タウンシップ - ホワイトホール・タウンシップ |

### 人口1万人未満の自治体
| - アルバーティス・ボロ - アラマチー・タウンシップ（ニュージャージー州） - アレン・タウンシップ - アルファ・ボロ（ニュージャージー州） - バンゴー・ボロ - バス・ボロ - ベルビデア町（ニュージャージー州） - ブレアズタウン・タウンシップ（ニュージャージー州） - ボウマンズタウン・ボロ - ブッシュキル・タウンシップ - カタソーカ・ボロ - チャップマン・ボロ - クーパーズバーグ・ボロ - コプレー・ボロ - イースト・アレン・タウンシップ - イースト・バンゴー・ボロ - イースト・サイド・ボロ | - ファウンテンヒル・ボロ - フリーマンズバーグ・ボロ - フリーリングハイゼン・タウンシップ（ニュージャージー州） - グレンドン・ボロ - ハケッツタウン町（ニュージャージー州） - ハノーバー・タウンシップ（リーハイ郡） - ハードウィック・タウンシップ（ニュージャージー州） - ハーモニー・タウンシップ（ニュージャージー州） - ハイデルバーグ・タウンシップ - ヘラータウン・ボロ - ホープ・タウンシップ（ニュージャージー州） - ノールトン・タウンシップ（ニュージャージー州） - リーハイトン - リーハイ・タウンシップ - ロウパトコング・タウンシップ（ニュージャージー州） - ローワー・ミルフォード・タウンシップ - ローワー・マウント・ベセル・タウンシップ | - ローワー・ナザレス・タウンシップ - ローワー・ソーコン・タウンシップ - ローヒル・タウンシップ - リン・タウンシップ - マカンジー・ボロ - マンスフィールド・タウンシップ（ニュージャージー州） - ムーア・タウンシップ - ナザレス・ボロ - ノースカタソーカ・ボロ - パーマートン・ボロ - パリービル・ボロ - ペンアーガイル・ボロ - プレーンフィールド・タウンシップ - ポハトコング・タウンシップ（ニュージャージー州） - ポートランド・ボロ - ロセト・ボロ - スタティントン・ボロ | - ストックタウン・ボロ - タタミー・ボロ - アッパー・マウント・ベセル・タウンシップ - アッパー・ミルフォード・タウンシップ - アッパー・ナザレス・タウンシップ - ウォルナット・ポート・ボロ - ワシントン・ボロ（ニュージャージー州） - ワシントン・タウンシップ（リーハイ郡） - ワシントン・タウンシップ（ノーサンプトン郡） - ワイゼンバーグ・タウンシップ - ワイスポート・ボロ - ウェストイーストン・ボロ - ウィリアムズ・タウンシップ - ウィルソン・ボロ - ウィンドギャップ・ボロ - ホワイト・タウンシップ（ニュージャージー州） |

### 国勢調査指定地域と村
| - アラマチー・パンサー・バレー（ニュージャージー州） - エンシャントオークス - アンドレアス - ビーティズタウン（ニュージャージー州） - ベルファスト | - ブラスキャッスル（ニュージャージー州） - イーストローンガーデンズ - フラートン - グレートメドウズ・ビエンナ（ニュージャージー州） - ホーケンドーカ | - ミドルタウン - オールドオーチャード - オックスフォード（ニュージャージー州） - パーマーハイツ - プレザントコーナーズ | - ワイスポートイースト - ザイオンズビル |

## 都市圏と複合統計上地域
アメリカ合衆国行政管理予算局がリーハイ・バレー地域を「アレンタウン・ベスレヘム・イーストン大都市圏」と指定している。この都市圏に入るのはカーボン郡、リーハイ郡、ノーサンプトン郡の3郡である。2010年国勢調査時点での人口は821,173人だった。リーハイ・バレーはペンシルベニア州で第3位、アメリカ合衆国では第68位の都市圏である。
行政管理予算局はリーハイ・バレー地域をさらに大きな「ニューヨーク・ニューアーク広域都市圏」の一部にも指定している。この広域都市圏にはパイク郡とモンロー郡も含まれる他、ニュージャージー州とニューヨーク州の都市圏も入っている。2010年国勢調査時点での人口は23,076,664人であり、国内の広域都市圏として最大である。

## 気候
リーハイ・バレーは四季がはっきりしており、通常は湿度の高い夏、寒い冬、大変短くて温暖な春と秋がある。
| ペンシルベニア州アレンタウン (観測地点はリーハイ・バレー国際空港、1981年から2010年までの平均と1922年以降の極値）の気候 | ペンシルベニア州アレンタウン (観測地点はリーハイ・バレー国際空港、1981年から2010年までの平均と1922年以降の極値）の気候 | ペンシルベニア州アレンタウン (観測地点はリーハイ・バレー国際空港、1981年から2010年までの平均と1922年以降の極値）の気候 | ペンシルベニア州アレンタウン (観測地点はリーハイ・バレー国際空港、1981年から2010年までの平均と1922年以降の極値）の気候 | ペンシルベニア州アレンタウン (観測地点はリーハイ・バレー国際空港、1981年から2010年までの平均と1922年以降の極値）の気候 | ペンシルベニア州アレンタウン (観測地点はリーハイ・バレー国際空港、1981年から2010年までの平均と1922年以降の極値）の気候 | ペンシルベニア州アレンタウン (観測地点はリーハイ・バレー国際空港、1981年から2010年までの平均と1922年以降の極値）の気候 | ペンシルベニア州アレンタウン (観測地点はリーハイ・バレー国際空港、1981年から2010年までの平均と1922年以降の極値）の気候 | ペンシルベニア州アレンタウン (観測地点はリーハイ・バレー国際空港、1981年から2010年までの平均と1922年以降の極値）の気候 | ペンシルベニア州アレンタウン (観測地点はリーハイ・バレー国際空港、1981年から2010年までの平均と1922年以降の極値）の気候 | ペンシルベニア州アレンタウン (観測地点はリーハイ・バレー国際空港、1981年から2010年までの平均と1922年以降の極値）の気候 | ペンシルベニア州アレンタウン (観測地点はリーハイ・バレー国際空港、1981年から2010年までの平均と1922年以降の極値）の気候 | ペンシルベニア州アレンタウン (観測地点はリーハイ・バレー国際空港、1981年から2010年までの平均と1922年以降の極値）の気候 | ペンシルベニア州アレンタウン (観測地点はリーハイ・バレー国際空港、1981年から2010年までの平均と1922年以降の極値）の気候 |
| 月 | 1月 | 2月 | 3月 | 4月 | 5月 | 6月 | 7月 | 8月 | 9月 | 10月 | 11月 | 12月 | 年 |
| --- | --- | --- | --- | --- | --- | --- | --- | --- | --- | --- | --- | --- | --- |
| 最高気温記録 °F （°C）                                                                                                 | 72 (22) | 76 (24) | 87 (31) | 93 (34) | 97 (36) | 100 (38) | 105 (41) | 100 (38) | 99 (37) | 92 (33) | 81 (27) | 72 (22) | 105 (41) |
| 平均最高気温 °F （°C）                                                                                                 | 36.0 (2.2) | 39.8 (4.3) | 49.4 (9.7) | 61.3 (16.3) | 71.5 (21.9) | 80.1 (26.7) | 84.2 (29) | 82.4 (28) | 74.9 (23.8) | 63.6 (17.6) | 52.5 (11.4) | 40.5 (4.7) | 61.4 (16.3) |
| 平均最低気温 °F （°C）                                                                                                 | 19.5 (−6.9) | 21.7 (−5.7) | 28.8 (−1.8) | 38.5 (3.6) | 48.3 (9.1) | 58.1 (14.5) | 62.7 (17.1) | 60.9 (16.1) | 52.9 (11.6) | 41.3 (5.2) | 32.9 (0.5) | 24.0 (−4.4) | 40.8 (4.9) |
| 最低気温記録 °F （°C）                                                                                                 | −15 (−26) | −12 (−24) | −5 (−21) | 12 (−11) | 28 (−2) | 39 (4) | 46 (8) | 41 (5) | 30 (−1) | 21 (−6) | 3 (−16) | −8 (−22) | −15 (−26) |
| 降水量 inch （mm） | 3.03 (77) | 2.70 (68.6) | 3.39 (86.1) | 3.56 (90.4) | 4.14 (105.2) | 4.31 (109.5) | 4.95 (125.7) | 3.69 (93.7) | 4.62 (117.3) | 3.88 (98.6) | 3.50 (88.9) | 3.58 (90.9) | 45.35 (1,151.9) |
| 降雪量 inch （cm） | 10.0 (25.4) | 11.1 (28.2) | 4.9 (12.4) | 1.0 (2.5) | 0 (0) | 0 (0) | 0 (0) | 0 (0) | 0 (0) | 0 (0) | 0.7 (1.8) | 5.2 (13.2) | 32.9 (83.6) |
| 平均降水日数 （≥0.01 in）                                                                                              | 11.1 | 9.8 | 11.0 | 12.1 | 12.1 | 11.4 | 10.9 | 9.5 | 9.1 | 9.1 | 9.8 | 10.9 | 126.8 |
| 平均降雪日数 （≥0.1 in）                                                                                               | 5.6 | 4.8 | 2.5 | .4 | 0 | 0 | 0 | 0 | 0 | 0 | .6 | 3.5 | 17.4 |
| % 湿度 | 69.1 | 66.7 | 62.6 | 60.9 | 65.6 | 67.9 | 68.8 | 71.9 | 74.0 | 71.8 | 70.5 | 71.4 | 68.4 |
| 出典：NOAA (relative humidity 1961–1990)                                                                               | | | | | | | | | | | | | |

## 人口動態
2008年にアメリカ合衆国国勢調査局が行ったアメリカン・コミュニティ・サーベイでは、リーハイ・バレーの人口は808,210人だった。人種別人口構成は、非ヒスパニック白人87.1%、黒人4.6%、インディアン0.1%、アジア系2.3%、太平洋諸島系0.1%、その他4.3%、混血1.5%、ヒスパニック系11.3%となっていた
リーハイ・バレーは生活費が安いために、ニュージャージー州やニューヨーク州からの住民の流入が多い。2040年までにさらに227,000人増加すると予測されている。

## 経済
2009年時点でリーハイ・バレーで共通の産業は教育サービス、建設、医療である。2014年3月、リーハイ・バレーは、経済雑誌「サイト・セレクション」により、国内でその都市圏の大きさに比して経済発展度は第2位だと認められた。

### 経済史

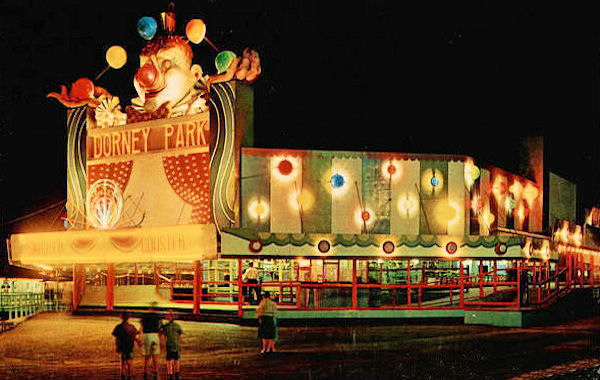
ドーニーパーク & ワイルドウォーター・キングダムの主玄関、1950年

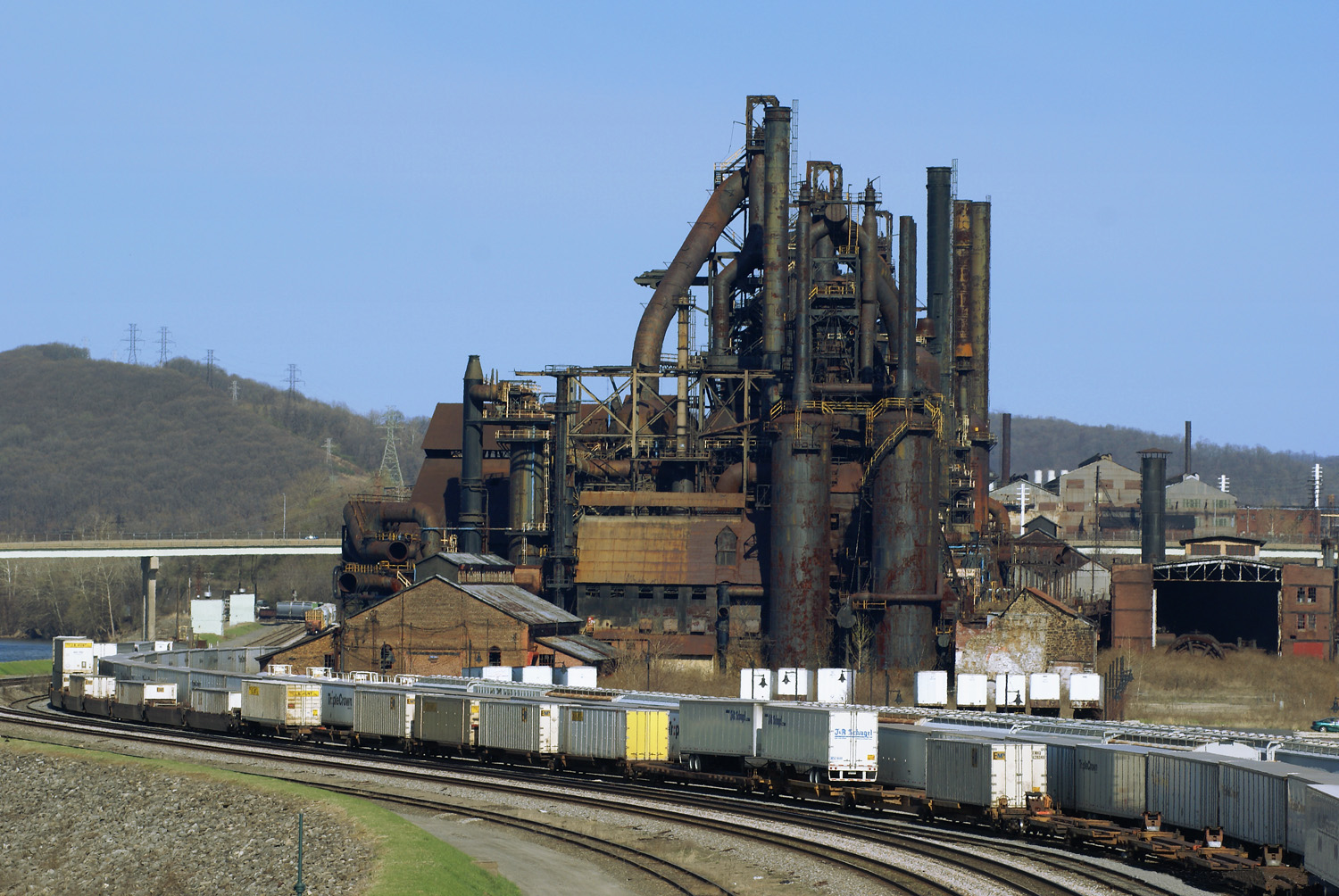
ベスレヘム・スチール、リーハイ川沿いにあり、1857年に設立された。かつては国内第2位の鉄鋼生産量だった。現在はサンズ・カジノ・リゾート・ベスレヘムに転換された

リーハイ・バレーは歴史的に、鉄鋼、ポルトランドセメント、衣料の生産で知られている。
リーハイ・バレーはかつて製造業とエネルギー生産で国内をリードしていたが、20世紀後半から21世紀初期にかけて製造業の衰退と共に、経済の中心を金融業、医療、生命科学と技術に転換させ、さらに生活費が比較的安いことと国内最大級の都市圏に近いことを利して、大規模市場の幾つかへの物流ハブにもなっている。
しかし近年、アメリカ製品に対する消費者の需要、商品の迅速な配達、海外における労働者賃金の増加、さらに輸送費の増大もあり、アメリカ国内で製造業を見直そうという動きが、土地での製造基盤をかなり増加させ、地域での関心が急速に高まっている。エネルギー・コスト、優遇税制、国内人口の3分の1以上に対して翌日配達できる地理的条件など、比較的低い生活費と事業費を提供できる地域は、それほど多くは無い。中国やドイツなど幾つかの国から大手製造業の会社が、リーハイ・バレーでの操業に既に数千万ドルを投資してきており、数千の新しい就職機会が生まれる可能性がある。

### 最大雇用主
ベスレヘム・スチールが撤退した後、ペンシルベニア州で最大級の医療機関であるリーハイ・バレー病院と健康ネットワーク（アレンタウン市）が地域最大の雇用主になった。2014年時点では次の10団体が大手雇用主である。
1. リーハイ・バレー病院と健康ネットワーク
2. セントルークス病院と健康ネットワーク
3. エアープロダクツ & ケミカルズ
4. PPLコーポレーション
5. ジャイアント・カーライル
6. PPL（エネルギー）
7. サンズ・カジノ・リゾート・ベスレヘム
8. ソデクソ（フードサービス）
9. B・ブラウン・メディカル
10. Amazon.com

### 事業と経済の環境
リーハイ・バレーはノースイースト・メガロポリスの中心に位置し、ニューヨーク市やフィラデルフィア市都市圏など幾つかの最大級の市場、人口の中心、空港、鉄道のターミナル、海港まで近く、容易にアクセスできる。国内の人口の3分の1以上に対して、車で1日の位置にもあり、またカナダの全人口の半分に対しても同様である。
リーハイ・バレーは、アメリカ合衆国北東部の他地域に比べて、比較的安い生活費、購入可能な不動産価格、低い税率、比較的低い賃金の労働力がある。これらの要素に加えて、事業開発におけるかなりの投資と、企業に優しい規制環境があり、周辺の州や地域に比べて魅力的な事業環境を作っている。
これら事業に優しい環境が大きく貢献して、ニューヨーク州やニュージャージー州のような近隣の州から大手の実績がある企業や、新設の企業を誘致することに成功し、地域に数千もの新しい雇用機会をもたらした。Amazon.comのような大手企業は地域の事業投資や動機付けを評価し、地域での拡大を続け、雇用を増加させている理由だとしている。
この有利な事業と経済の環境を再確認することで、経済雑誌「サイト・セレクション」により、国内でその都市圏の大きさに比して経済発展度は第2位だと認められた。
リーハイ・バレーに本拠を置く国内および国際大手企業としては、LSIコーポレーション（アレンタウン）、アバンター・パフォーマンス・マテリアルズ（センターバレー）、エアープロダクツ & ケミカルズ（トレクスラータウン）、ベスレヘム・スチール（ベスレヘム、2003年に閉鎖）、クラヨラLLC（イーストン）、バックアイ・パートナーズ（イーメイアス・ボロ）、ハイデルベルク・マテリアルズ（フォーゲルスビル）、ジャストボーン（ベスレヘム）、ラトロン・エレクトロニクス（クーパーズバーグ）、マック・トラックス（アレンタウン）、オリンパス・コーポレーションUSA（センターバレー）、オラシュア・テクノロジーズ（ベスレヘム）、PPLコーポレーション（アレンタウン）、ローデール・プレス（イーメイアス・ボロ）、サンズ・カジノ・リゾート・ベスレヘム、ダン & ブラッドストリート（センターバレー）、シンクロノス・テクノロジーズ（ベスレヘム）、ビクトリック（イーストン）などがある。
リーハイ・バレーは、アメリカ合衆国東海岸で倉庫と物流センターがある場所としても最大級の地域である。リーハイ・バレーに倉庫や物流センターを所有する企業としては、Amazon.com、ビー・ブラウン、ボストン・ビール社（ビールのサミュエル・アダムズの醸造者）、BMW、ブリヂストン、フェデックス・スマートポスト、ザ・ホーム・デポ、J.C.ペニー、ネスレ・ピュリナ、ショップライト、ザ コカ・コーラ カンパニー、トルー・バリュー、Uラインなどがある。これら物流センターの多くはアメリカ国道22号線と州間高速道路78号線、同476号線沿いにある。
ボストン・ビール社はリーハイ・バレーのブライニグスビルに同社最大の生産施設を操業しており、世界のサミュエル・アダムズ・ビールの3分の2以上を生産している。同社はこの施設との更新と拡大を続けており、企業成功の中心にあると言っている。
ペンシルベニア州では葉巻タバコに消費税を課しないので、国内最大級のタバコ物流者と販売者がある。

### 再生可能エネルギー
ペンシルベニア州は再生可能エネルギー、特に太陽エネルギーの生産で国内第4位の州である。リーハイ・バレーにはペンシルベニア州でも最大級のソーラーパネルがあり、太陽光を始め再生可能エネルギーの最大生産地域である。トレクスラータウンにあるエアープロダクツ & ケミカルズは15エーカー (60,000 m2) の太陽光発電所を設置運営しており、その本社で使用する電力の半分以上を発電し、推計年間25万ドルを節約している。リーハイ・バレーで太陽光発電が多いのは、連邦政府、州政府、地方政府が共同で再生可能エネルギーを以前よりも魅力的でコストパフォーマンスの良いものにする優先プログラムを運営しているからである。

### 小売業

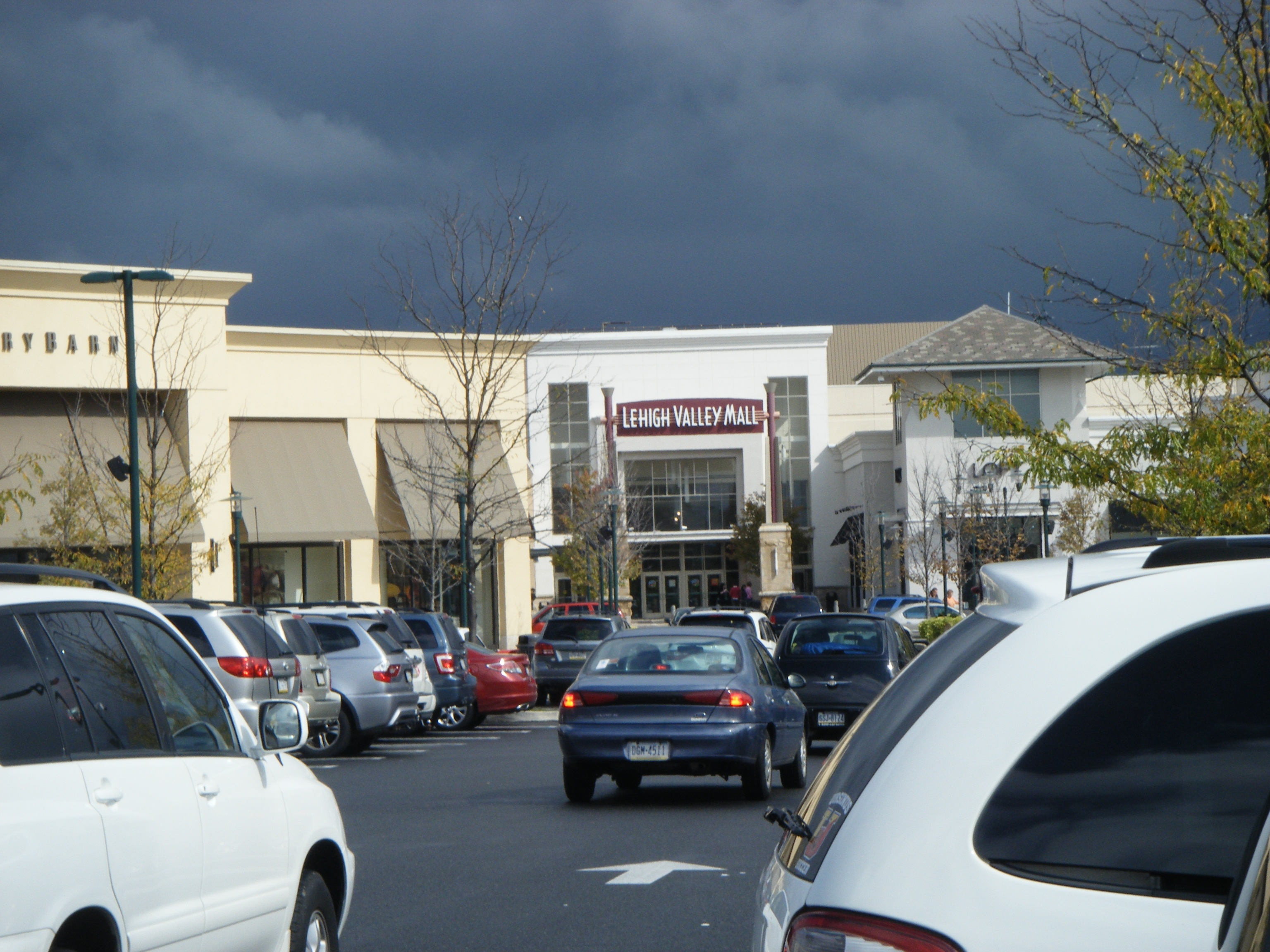
リーハイ・バレー・モール

リーハイ・バレーには多くの小売り施設がある。最大の小売業地域は、ペンシルベニア州道145号線/マッカーサー道路回廊にあり、アレンタウン市からはすぐ北である。リーハイ・バレー・モールとホワイトホール・モールがある。
地域にあるその他のモールとして、パーマー・パーク・モール（イーストン）、フィリップスバーグ・ボール（ニュージャージー州フィリップスバーグ）、サウスモール（アレンタウン）、ウェストゲイト・モール（ベスレヘム）がある。2006年10月、新しくプロムナード・ショップス・アット・ソーコン・バレーがオープンした。アッパーソーコン・タウンシップのペンシルベニア州道309号線近くにある。リーハイ・バレー・モールの大きさの半分ほどだが、大型店が入っている。2011年、アウトレット・アット・サンズ・ベスレヘムがサンズ・カジノ・リゾート・ベスレヘムにオープンし、リーハイ・バレーでは初のアウトレット・モールとなった。
ホットドッグやチーズステーキで知られる地域のファストフード店、ヨッコのホットドッグズが、6店舗を運営し、その全てがリーハイ・バレーにある。最初は1922年に設立され、アレンタウンの中心であるウェストリバティ通りで店舗運営を続けている。他の5店はアレンタウンのウェストサイドとイーストサイド、イーメイアス・ボロ、フォーゲルスビル、ウェスコスビルにある。

## メディア

### テレビ
リーハイ・バレーはフィラデルフィア・テレビ市場に属し、またニューヨーク市やスクラントン/ウィルクスバリの放送局からの電波も受信できる。WBPH-TVはファミリーネットの傘下であり、ベスレヘムで免許が降りたが、アレンタウンを本拠にしている。WFMZ-TVはアレンタウンを本拠にする独立系テレビ局である。WLVT-TVは公共放送サービスの系列であり、アレンタウンで免許を得たが、ベスレヘムを本拠にしている。

### ラジオ
リーハイ・バレーには35以上のラジオ局がある。ニューズ、トーク、スポーツからポップ、カントリー、ロックなど幅広い番組を流している。

### 印刷物
リーハイ・バレーを本拠とする日刊紙はアレンタウンの「ザ・モーニング・コール」とイーストンの「ジ・イクスプレス・タイムズ」があり、どちらも1800年代半ばからの歴史がある。月刊のスポーツ雑誌「リーハイ・バレー・アンド・ポコノ・スポーツ・イクストラ」、地域ライフスタイルの情報誌「リーハイ・バレー・スタイル」と「リーハイ・バレー・マガジン」、ニュースとエンタテイメントの週刊誌「リーハイ・バレー・イクスポーズド」があり、スペイン語の新聞も4紙ある。コミュニティ紙としては「ブルーマウンテン & カントリー・ガゼット」がある。

## 教育

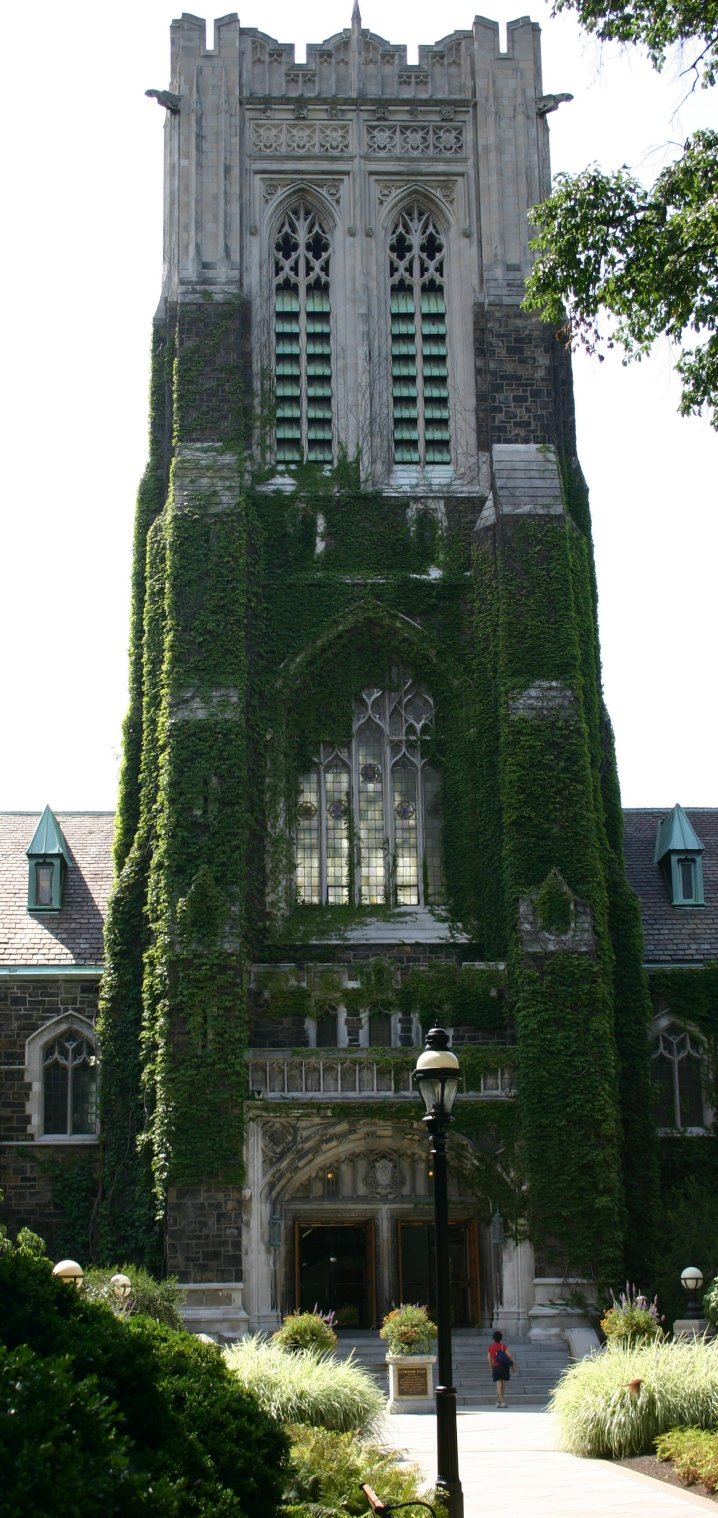
ベスレヘムにあるリーハイ大学同窓会記念ビル、2005年撮影

### 高等教育機関
リーハイ・バレーは高等教育の中心であり、下記のような4年制のカレッジや大学がある。
- シダークレスト大学（アレンタウン）
- デサレス大学（英語版）（センターバレー）
- ラファイエット大学（イーストン）
- リーハイ大学（ベスレヘム）
- モラヴィアン大学（ベスレヘム）
- ミューレンバーグ・カレッジ（英語版）（アレンタウン）
- ペンシルベニア州立大学リーハイ・バレー校（英語版）（センターバレー）

その他2年制カレッジも3校ある。
- リーハイ・カーボン・コミュニティ・カレッジ（アレンタウン、カーボン郡、シュネックスビル）
- リーハイ・バレー・カレッジ（英語版）（アレンタウン、2008年廃校）
- ノーサンプトン・コミュニティカレッジ（英語版）（ベスレヘム、モンロー郡）

### 高校
リーハイ・バレーはペンシルベニア州でも3番目に人口が多い都市圏なので、多くの教育学区があり、公立・私立の高校、中学校、小学校も多い。
下記はリーハイ・バレーにある高校のリストである。
| - ウィリアム・アレン高校（アレンタウン） - アレンタウン中央カトリック高校（アレンタウン） - バンゴー地域高校（アッパーマウントベセル・タウンシップ） - ベルビデア高校（ニュージャージー州ベルビデア） - ベスレヘムカトリック高校（ベスレヘム） - カタソーカ高校（ノーサンプトン） - ルイス・E・ディーラフ高校（アレンタウン） - イーストン地域高校（パーマー・タウンシップ） - イーメイアス高校（イーメイアス） - フリーダム高校（ベスレヘム・タウンシップ） - リーハイ職業訓練校（シュネックスビル） - リーハイ・バレー芸能チャーター高校（ベスレヘム） - リーハイ・バレー・クリスチャン高校（カタソーカ） - リバティ高校（ベスレヘム） - リンカーン・リーダーシップ・アカデミー・チャータースクール（アレンタウン） - モラヴィアン・アカデミー（ベスレヘム） - ナザレス地域高校（ナザレス） | - ノーサンプトン地域高校（ノーサンプトン） - ノーザン・リーハイ高校（スラティントン） - ノースウェスタン・リーハイ高校（ニュートリポリ） - ノートルダム高校（ベスレヘム・タウンシップ） - パークランド高校（サウスホワイトホール・タウンシップ） - ペンアーガイル地域高校（ペンアーガイル） - フィリップスバーグ高校（ニュージャージー州フィリップスバーグ） - ピウス10世高校（バンゴー） - ロベルト・クレメンテ・チャータースクール（アレンタウン） - ソールズベリー高校（ソールズベリー・タウンシップ） - セイラム・クリスチャン学校（マカンジー） - ソーコン・バレー高校（ヘラータウン） - セブン・ジェネレーションズ・チャータースクール（イーメイアス） - サザン・リーハイ高校（センターバレー） - ホワイトホール高校（ホワイトホール・タウンシップ） - ウィルソン地域高校（ウィルソン） |

リーハイ・バレーで大きな高校（全部で12校）はリーハイ・バレー・カンファランスで運動競技を競っている。小さな高校はコロニアル・リーグで競っている。運動でも優秀だが、数学のチームであるリーハイ・バレー・ファイアも全国的に知られている。2005年と2009年から毎年、アメリカン・リージョンズ数学リーグで優勝した。

## スポーツ
| クラブ名                             | リーグ                               | スポーツ         | 試合場                                     | 設立年 | 優勝歴       |
| ------------------------------------ | ------------------------------------ | ---------------- | ------------------------------------------ | ------ | ------------ |
| FC ソニック・リーハイ・バレー        | NPSL                                 | サッカー         | リーハイ大学のウルリッチ・スポーツ複合施設 | 2009年 | 1回 (2012年) |
| リーハイ・バレー・クリケット・クラブ | PCL                                  | クリケット       | リーハイ・バレー・ベロドローム             | 1995年 | 0            |
| リーハイ・バレー・アイアンピッグス   | インターナショナルリーグ             | 野球             | コカ・コーラ・パーク                       | 2008年 | 0            |
| リーハイ・バレー・ファントムズ       | AHL                                  | アイスホッケー   | PPL センター                               | 1996年 | 2回          |
| リーハイ・バレー・スティールホークス | インドア・フットボール・リーグ       | 室内フットボール | ステイブラー・アリーナ                     | 2011年 | 0            |
| リーハイ・バレー・ストーム           | グリディロン開発フットボール・リーグ | フットボール     | J・バーニー・クラム・スタジアム            | 2010年 | 0            |
| ノーサンプトン・ローレルズ FC        | 女子プレミア・サッカー・リーグ       | サッカー         | J・バーニー・クラム・スタジアム            | 2005年 | 0            |
| ペンシルベニア・ストーンズ           | ナショナルプレミアサッカーリーグ     | サッカー         | J・バーニー・クラム・スタジアム            | 1979年 | 1回 (1980年) |

### フィラデルフィア・イーグルス、リーハイ・バレー・ストーム、リーハイ・バレー・スティールホークス
1996年から2012年まで、リーハイ・バレーではNFLのフィラデルフィア・イーグルスがプレシーズン・トレーニングキャンプを開いた。毎年夏に、ベスレヘムのリーハイ大学練習場で行った。
リーハイ・バレー・ストームはセミプロのフットボールチームであり、ベスレヘムを本拠にしている。またプロのインドア・フットボール・リーグに属するリーハイ・バレー・スティールホークスは2011年にベスレヘムのステイブラー・アリーナでそのホームゲームを始めた。

### アイアンピッグスの野球

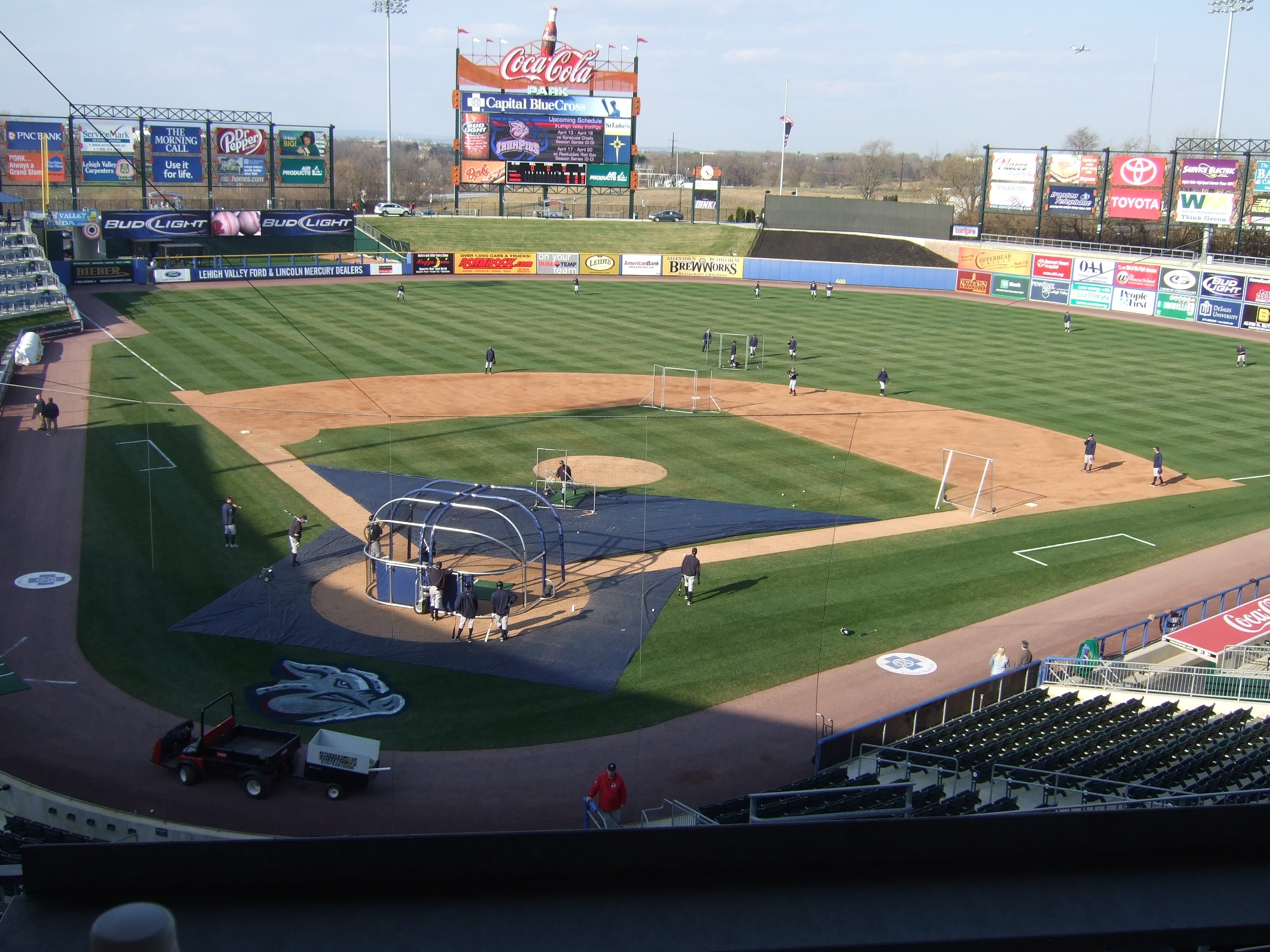
アレンタウンのコカ・コーラ・パーク、リーハイ・バレー・アイアンピッグスの本拠地

2008年初期、観客席8,100席のマイナーリーグ野球場コカ・コーラ・パークが、アレンタウンのイーストサイドにオープンした。このスタジアムではフィラデルフィア・フィリーズ傘下、3Aレベルのインターナショナルリーグに所属するリーハイ・バレー・アイアンピッグスがホームゲームを行っている。1993年から2007年はオタワ・リンクスとして試合をしていた。このリーハイ・バレーへの移転により、フィラデルフィアに近くなり、フィリーズの大きな地盤である東ペンシルベニアにあることになった。チーム名は、リーハイ・バレーが世界的に知られた製鋼法で重要な中間製品であるピッグアイアン（銑鉄）を指している。
コカ・コーラ・パークのオープニングセレモニーは2006年9月6日に行われ、建設工事自体は2007年12月に完工した。2008年3月30日にフィリーズがアイアンピッグスと対戦してこけら落としとした。

### ファントムズのアイスホッケー
2011年3月、NHLのフィラデルフィア・フライヤーズ傘下となるAHL所属のリーハイ・バレー・ファントムズの本拠地として、アレンタウンに観客席8,500席のアリーナ、PPL センターの建設計画が発表された。ファントムズは2014年から2015年のシーズンからアレンタウンで試合を始めた。このアリーナはアレンタウンの中心街、7番通りと8番通りの間、ハミルトン大通りとリンデン通りの間のブロック全体を使っている。その計画の判断では議論を呼んだが、アレンタウン市は必要な土地を確保するために土地収用を行い、建設会社は2012年に選ばれた。新アリーナの予定地で旧来の建物の解体は2012年1月に始まった。

### ステイブラー・アリーナ
リーハイ大学の室内アリーナであるステイブラー・アリーナはベスレヘムにある。スポーツの試合やコンサートも開催される。リーハイ大学の男女カレッジ・バスケットボール・チームも使っている。

### ライバル関係

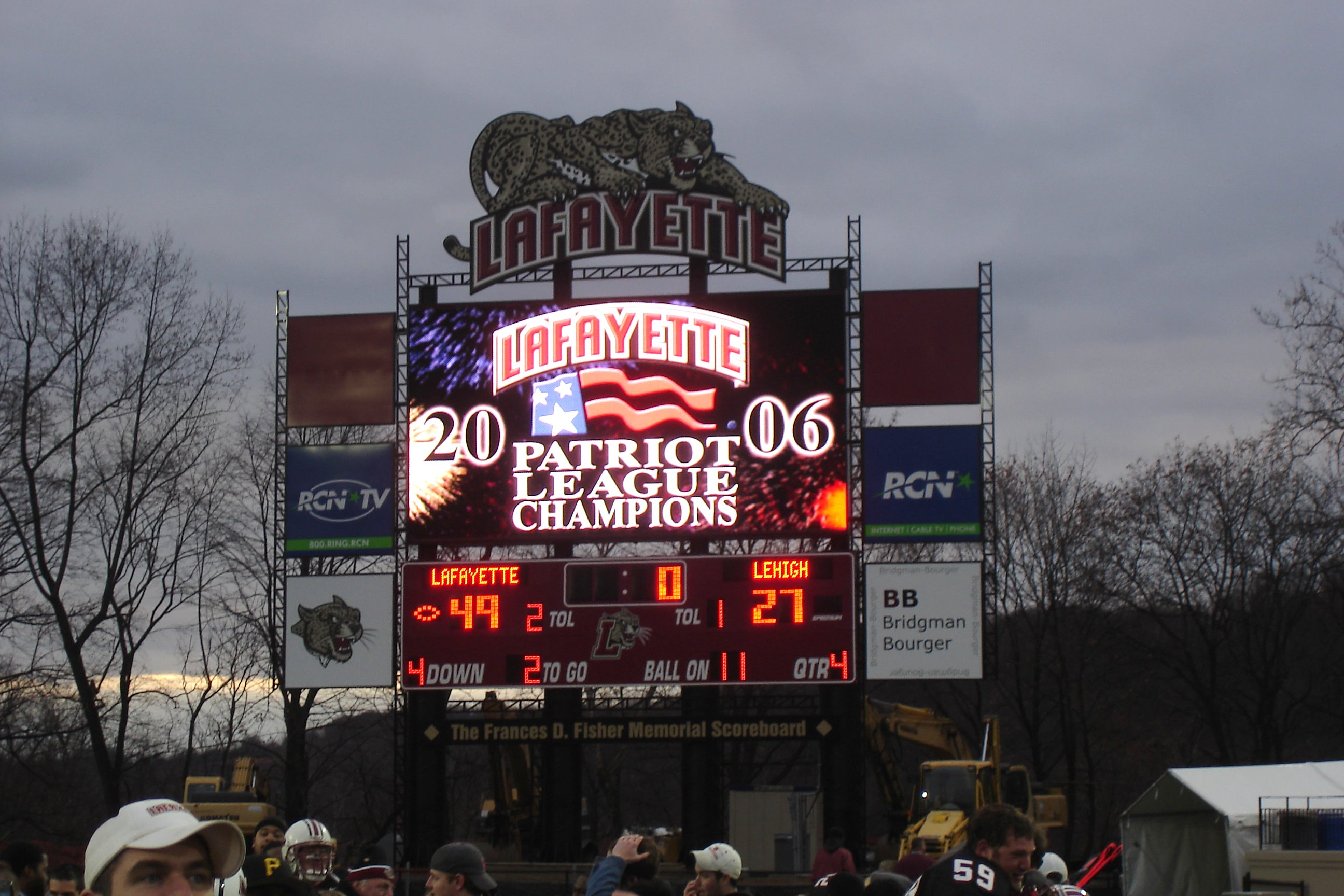
2006年の対抗試合の結果を示すスコアボード。リーハイ大学とラファイエット大学の対抗試合は1884年から連続して行われている。国内でも最長のカレッジ・フットボール対抗試合である

リーハイ・バレーではカレッジ・フットボールの対抗試合が続いている。1884年から150試合を行っており、国内でも最長の対抗試合となっている。

### 高校のスポーツ
リーハイ・バレーの大規模高校12校がリーハイ・バレー・カンファランスで運動競技を競っている。このカンファランスから多くのプロやオリンピック・レベルの競技者を輩出してきた。フットボール、バスケットボール、レスリングのチームは国内でもベストクラスとされている。USAトゥデイが毎年出している国内高校スポーツのトップチーム・ランキングで、リバティ高校は2008年に国内東部で第2位、全国で第20位にランクされた。パークランド高校は2002年のフットボールで東部第5位、全国第11位だった。アレンタウン中央カトリック高校は2001年から2002年、および2002年から2003年の女子野球で、東部第7位になった。
リーハイ・バレー・カンファランスから出たプロのスポーツ選手には次のような者がいる。
- ダン・コッペン、NFLデンバー・ブロンコス、ホワイトホール高校
- アーロン・グレイ、NBAデトロイト・ピストンズ、イーメイアス高校
- ブライアン・シュナイダー、MLBフィラデルフィア・フィリーズ、ノーサンプトン地域高校

リーハイ・バレー・カンファランスでは競えない小型高校14校はコロニアル・リーグで競っている。カタソーカ高校出身のアンソニー・レッカーは、現在MLBニューヨーク・メッツで試合をしている。

### 体育館
パーケッツ・ナショナル・ジムナスティックス・トレーニングセンターは、多くのオリンピック出場者や全米クラスの運動家の訓練施設である。2003年、CNNは『Achieving the Perfect 10』と題するドキュメンタリー映画を流し、パーケッツで行われる体操競技の訓練プログラムを紹介した。

### ランニング
リーハイ・バレーでは、毎年9月にリーハイ・バレー15Kロードレースを開催している。ペンシルベニア州東部では権威ある競走の1つになっている。リーハイ・バレー病院マラソンとしては公認のマラソン、5人のチームによるリレー、20マイル (32 km) の訓練ラン、5kの競歩も毎年9月に開催されている。42.195 km のマラソンコースはアレンタウンからイーストンのリーハイ川運河曳舟道に沿っている。
リーハイ・バレーでは国内最大級のクロスカントリー競技も行われている。リーハイ大学のポール・ショートランは、毎年グッドマン・クロスカントリー・コースで開催され、参加者は14のカレッジと高校から5,000人以上に上る。イーメイアス5kレースは毎年10月半ばに開催され、イーメイアス・ハロウィン・パレードと同時期である。

## 芸術
アレンタウン市中心部にあるアレンタウン美術館は、リーハイ・バレー最大の博物館である。この美術館のコレクションには11,000以上の美術品がある。リーハイ大学のゾーリンガー芸術センターとラファイエット大学の少し小さなウィリアムズ芸術センターでは幅広い演劇、コンサートなどを年間を通じて開催している。

### 大衆音楽の中のリーハイ・バレー
リーハイ・バレーはロックミュージック4曲、フォークミュージック1曲、およびスカ・レゲー・アルバム1枚の対象になっている。
- 「Cheeses...(of Nazareth)」、 ファイブ・アイアン・フレンジーによる2003年のアルバム
- 「Speedway at Nazareth」、マーク・ノップラーの歌、2000年のアルバム「Sailing to Philadelphia」に収録
- 「Allentown」、ビリー・ジョエルの歌、1982年のアルバム「ナイロン・カーテン」に収録
- 「200 Years Old」、フランク・ザッパの歌、1975年のアルバム「ボンゴ・フューリー」に収録
- 「ザ・ウェイト」、ザ・バンドの歌、1968年のデビュー・アルバム『ミュージック・フロム・ビッグ・ピンク』に収録
- 「Allentown Jail」、アービング・ゴードンの歌、1951年にジョー・スタッフォードが録音

下記のミュージック・ビデオはリーハイ・バレーで撮影された
- ボン・ジョヴィの「Bed of Roses」と「In These Arms」、ベスレヘムのステイブラー・アリーナで撮影された
- ブレイキング・ベンジャミンの「Breath」、ベスレヘムのステイブラー・アリーナで撮影された
- オール・アメリカン・リジェクツの「Dirty Little Secret」、アレンタウンのドーニーパーク & ワイルドウォーター・キングダム他で撮影
- ホイットニー・ヒューストンの「So Emotional」、ベスレヘムのステイブラー・アリーナで撮影された

ヘヴィメタル・ロックバンド、ナザレスは、リーハイ・バレーにあるナザレスの町から名前を貰った

### 映画とテレビの中のリーハイ・バレー
- リーハイ・バレーは、フレディ賞に関する2010年のドキュメンタリー映画「Most Valuable Players」に登場している。2003年のCNNによるドキュメンタリー映画「Achieving the Perfect 10」はリーハイ・バレーが舞台であり、リーハイ・バレーで撮影された。
- シリーズ本「North and South」とテレビドラマ「南北戦争物語 愛と自由への大地」では、「リーハイ・ステーション」がリーハイ・バレーのどこかにあるジョージ・ハザードの架空の故郷の町である。

### 文学の中のリーハイ・バレー
- サラ・ストローマイアーの小説では、登場人物のバブルズ・イエイブロンスキーがリーハイ・バレーに住んでいる
- アドベンチャー・コミックの1941年10月、第67号にあるスターマンの話では、敵のミストがその見えない爆弾を使ってピッツバーグとベスレヘムの「大きな工場地区」を爆破すると告げる

## レクリエーション

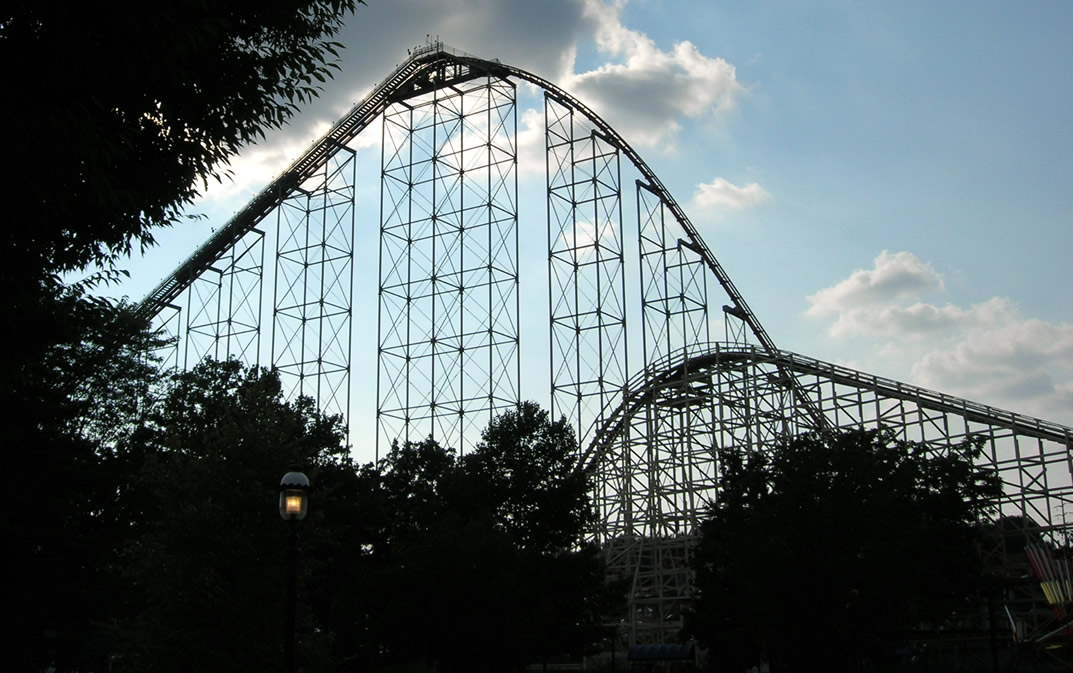
ドーニーパークのジェットコースターであるスティールフォースとサンダーホー、リーハイ・バレーのサウスホワイトホール・タウンシップにある。スティールフォースは1997年にアメリカ東海岸最高かつ最速のジェットコースターとして設置された。最初の降下高さは205フィート (62 m)、最高速度は75マイル/時 (121 km/h)

リーハイ・バレーには人気あるアミューズメントパークかつウォーターパークであるドーニーパーク & ワイルドウォーター・キングダムがある。サウスホワイトホール・タウンシップにあり、その精巧なジェットコースターとウォーター・ライドで全国に知られている。
地域にあるスキー場としては、ベア・クリーク・スキーとレクリエーション地域と、ブルーマウンテン・スキー場がある。ベア・クリークはマカンジーの郊外にある斜面が21あるリゾートである。ブルーマウンテンはダニエルズビル近くにある。東海岸でも良く知られるスキー場のポコノスはリーハイ・バレーから約30マイル (50 km) 北にある。ボートや釣りに使われる大きな湖も幾つかその近くにある。ポコノ・レースウェイではNASCARのレースが2週末と、インディカーのレースが開催される。
ニュージャージー州の海浜が約70マイル (110 km) から140マイル (230 km) 東と南東にある。
国内最大級のスキューバ・アミューズメントパークであるダッチ・スプリングスは、ベスレヘムとローワーナザレス・タウンシップにある。年間4万人以上のダイバーがこの施設を利用しており、水中の経験を強化する沈められた「宝」がある。スキューバダイビング以外に、カヤックやパドルボートも楽しめる。ウォーターパーク、キャンプ場、ピクニック場もある。
2009年、8億7,900万ドルを投じたサンズ・カジノ・リゾート・ベスレヘムがベスレヘムにオープンした。ラスベガス・サンズが所有するカジノとホテル、アパートの複合施設であり、リーハイ・バレーでは初の合法ギャンブルを可能にした。ペンシルベニア州では13か所あるギャンブル場の1つである。
リーハイ・バレーでは毎年多くの大型の祭が開催されている。大型の10日間音楽祭であるミュージックフェストは、ベスレヘムで毎年8月に開催されている。美術と芸能の祭であるメイフェア芸術祭はアレンタウンの催事場で毎年5月に開催されている。9月にはアメリカでは最大級のケルト文化遺産の祭であるケルティック・クラシックがベスレヘムで開催されている。グレート・アレンタウン・フェアーは8月下旬から9月初旬までアレンタウンの催事場で150年以上も続いている祭りである。ダス・オークシュヒト・フェシュトは毎年8月初めにマカンジーの記念公園で開催されるクラシックカーの祭である。
アイススケート（アイスホッケー、フィギュアスケート、スピードスケート）はリーハイ・バレーで人気があり、地域に3つの施設がある。スティール・アイスセンターはベスレヘムの第1通り東、サンズ・カジノ・リゾート・ベスレヘムから遠くないところにある、主たるアイススケート施設である。元はリーハイ・バレー・アイスアリーナと呼ばれていたザ・リンクは、ホワイトホールにあり（アレンタウンの北）、マッカーサー道路（州道145号線）と7番通りに近い。各施設はリンクが2面あり、どちらも一般人の利用時間が確保されている。ベスレヘム市は11月から3月まで屋根付き屋外リンクもオープンさせている。
ベスレヘム・スケートプラザはスケートボードやフリースタイルBMXのための市民公園であり、ベスレヘムのスティール・アベニュー1325にある。

## 交通

### 航空
リーハイ・バレーまで空路で行くとすれば、アレンタウンの北東3マイル (5 km) のハノーバー・タウンシップにあるリーハイ・バレー国際空港（IATAコード:ABE、ICAOコード:KABE）を利用する。
その他にアレンタウン・クイーンシティ市民空港も利用できる。この空港はアレンタウンのリーハイ通り近くにある滑走路2本の一般用途空港である。クイーンシティ空港は専ら民間用途に使われている。2006年、連邦航空局の東部リージョンから年間一般用途空港賞を贈られた。

### バス
リーハイ・バレーの公共バス交通はリーハイ・アンド・ノーサンプトン交通局、略称LANTAを通じて提供されている。ニュージャージー州ではニュージャージー・トランジットがバス便を提供している。
ビーバー・ツアウェイズ、サスケハナ・トレイルウェイズ、トランス・ブリッジ・ラインズなど幾つかの民間バス会社が、リーハイ・バレーの様々な場所からニューヨーク市のポート・オーソリティ・バスターミナル、フィラデルフィアのグレイハウンド・ターミナル、アトランティックシティのバス・ターミナルなど他地域へのバス便を運行している。

### 鉄道
1981年、幾つかの鉄道会社が長距離旅客列車を止めたときに、リーハイ・バレーへの旅客鉄道が無くなった。南部からは、南東ペンシルベニア交通局（SEPTA)地域鉄道が、北はランスデールとドイルズタウンまでのみ行く列車で、運行範囲を電化区間に限定した。20世紀初期から半ばの旅客列車にとって黄金時代に、レディング鉄道がこの地域の南部と西部に旅客列車を運行していた。東方では、ニュージャージー中央鉄道が、1967年にジャージーシティから、アルディーン・コネクションに関連して地域での旅客列車運行を止めた。リーハイ・バレー鉄道はリーハイ・アンド・ハドソン川鉄道やリーハイ・アンド・ニューイングランド鉄道と共に貨物輸送を行っていた。1974年、ニュージャージー州の管理下にフィリップスバーグまでの旅客列車が復活したが、1984年には停止された。当初あった鉄道会社の全てが破産し、今日残っている会社に買収された。SEPTAは南からアレンタウンとベスレヘムに行く鉄道の軌道を除去した。南のフィラデルフィアに行くための最寄りの駅は、SEPTAのランスデール/ドイルズタウン線のランスデールにある。東に行く場合の最寄り駅はニュージャージー・トランジットのラリタン・バレー線にあるハイブリッジである。
現行のニュージャージー・トランジットはフィリップスバーグまでの運行を再開することを検討しているが、これまで州境を越えてペンシルベニア州まで延伸する公式計画は無い。フィラデルフィアまでのSEPTAの便を再開する計画も無い。貨物列車を運行するノーフォーク・サザン鉄道はアレンタウンにある操車場を利用して地域に貢献している。もう1つの貨物列車運行会社であるカナダ太平洋鉄道もリーハイ・バレーで運送を行っている。
2008年11月、リーハイ・バレー経済開発会社が、リーハイ郡とノーサンプトン郡と共に、ニュージャージー・トランジットの鉄道をリーハイ・バレーまで延伸する利点を検討する作業を発注した。この場合、アレンタウン、ベスレヘム、イーストンに停車駅ができる可能性がある。リーハイ・バレーはアメリカ合衆国東海岸の都市圏では唯一、旅客鉄道が運行されていない場所である。

### 道路
リーハイ・バレーには4本の幹線道路が通っている。東西方向の幹線道である州間高速道路78号線はバレーの南部を通り、ペンシルベニア州道309号線と重なる。西はレバノン郡で州間高速道路81号線を通じてハリスバーグに繋がり、東はホランド・トンネルを通じてニューヨーク市に至る。
アメリカ国道22号線はバレー西部のクーンズビルから東部のイーストンまで、バレーを抜ける主要自動車専用道である。西はオハイオ州シンシナティに始まり、東のニューアークまで通じている。3つ目の幹線道はペンシルベニア州道33号線であり、北のポコノスから南のノーサンプトン郡に通っている。
4つ目の幹線道は州間高速道路476号線であり、ペンシルベニア・ターンパイクの北東延伸部である。南部のチェスターから北のウィルクスバリまで、全長は131マイル (211 km) ある。
その他の主要道路としては、ペンシルベニア州道145号線がリーハイ・バレー・モールやその周辺の商業地区に通じている。南北方向のシーダークレスト大通りは、北のノースホワイトホール・タウンシップからアレンタウンの西部を通り、南のイーメイアスに通じている。リーハイ通りはアレンタウン中心街に発して北東から南西に走り、イーメイアスで終わる。ティルマン通りは西のフォーゲルスビルからユニオン大通りとして東のベスレヘムに通る。ティルマン通りはアレンタウンの大半を通り、シーダークレスト大通り、ペンシルベニア州道100号線、同309号線など幹線道と交差している。

## 通信
リーハイ・バレーは、ベルシステムの北米電話番号計画が有効になった1947年から1994年まで、市外局番215のみ使っていた。しかし地域の人口が増加するに連れて、1994年に市外局番610を採用した。今日のリーハイ・バレーは610を使っている。1999年には484も追加された。さらに835を追加する計画は2001年に撤回された。

## ワイン
リーハイ・バレー・ブドウ栽培地域は2008年3月に公式にアメリカ・ブドウ栽培地域に指定された。この地域には230エーカー (0.93 km2) のブドウ園があり、ヨーロッパブドウやフランスとアメリカの交配種が栽培されている。ニュートリポリのブルーマウンテン・ブドウ園は50エーカー (0.20 km2) 以上の広さがあり、国内および国際の賞を受賞した。ペンシルベニア州で生産されるワインの15ないし20%はリーハイ・バレー・ブドウ栽培地域で栽培されたブドウから作られたものである。

## 著名な出身者
主要記事：w:List of people from the Lehigh Valley
- マリオ・アンドレッティ、レーシングドライバー
- マイケル・アンドレッティ、レーシングドライバー、マリオの息子、レーシングチームのオーナー
- サブリナ・カーペンター、女優、歌手
- ジャック・コールマン、俳優、NBCの『HEROES (テレビドラマ)』に出演
- ミカエラ・コンリン、女優、フォックス放送の『BONES -骨は語る-』に出演
- デイン・デハーン、俳優、テレビ映画『In Treatment』や映画『Chronicle』に出演
- ジョナサン・フレイクス、俳優、テレビ映画『新スタートレック』に出演
- ビリー・キッドマン、プロレスラー、本名はピーター・ジェイコブ・グルーナー
- ラリー・ホームズ、プロボクサー、元世界ヘビー級チャンピオン
- リー・アイアコッカ、実業家、フォード・モーターの社長、クライスラーの会長
- キース・ジャレット、ジャズ・ピアニスト
- ドウェイン・ジョンソン、俳優、プロレスラー、リングネームはザ・ロック
- ダニエル・デイ・キム、俳優、ABCテレビの『LOST』に出演
- ブライアン・ノッブス、プロレスラー
- ヴァルヴァラ・レプチェンコ、プロテニス選手、ウズベキスタン出身、アレンタウンに移住
- マーティ・ノースタイン、自転車競技選手、2000年シドニーオリンピックで金メダル
- ダニエル・ローバック、俳優、声優、ABCテレビの『LOST』に出演
- ブライアン・シュナイダー、メジャーリーグベースボール選手、フィラデルフィア・フィリーズ
- アマンダ・サイフリッド、モデル、女優、CWテレビジョンネットワークの『ヴェロニカ・マーズ』や、HBOの『Big Love』に出演
- シャドウ・ギャラリー、プログレッシブ・ロックバンド
- ダナ・スナイダー、俳優、声優、カートゥーン ネットワークの『アクア・ティーン・ハンガー・フォース』に出演
- クリスティン・テイラー、女優、 ベン・スティラーの妻
- ジョナサン・テイラー・トーマス、俳優、ABCテレビの『Home Improvement』に出演

## 構成する郡に関する人口統計
| 地域                                         | 2005年7月1日 | 2000年国勢調査 | 1990年国勢調査 | 1980年国勢調査 | 1970年国勢調査 |
| -------------------------------------------- | ------------ | -------------- | -------------- | -------------- | -------------- |
| アレンタウン・ベスレヘム・イーストン大都市圏 | 790,535      | 740,395        | 686,688        | 635,481        | 594,382        |
| カーボン郡                                   | 61,959       | 58,802         | 56,846         | 53,285         | 50,573         |
| リーハイ郡                                   | 330,433      | 312,090        | 291,130        | 272,349        | 255,304        |
| ノーサンプトン郡                             | 287,767      | 267,066        | 247,105        | 225,418        | 214,368        |
| ウォーレン郡                                 | 110,376      | 102,437        | 91,607         | 84,429         | 73,960         |
| アレンタウン                                 | 105,231      | 106,632        | 105,301        | 103,758        | 109,871        |
| ベスレヘム                                   | 68,114       | 71,329         | 71,428         |                |                |
| イーストン                                   |              | 26,263         | 26,276         | 26,234         |                |

## 原註
1. ↑  アレンタウンの公式記録は1922年3月から1943年12月までアレンタウン・ガス・カンパニーで観測されたものだったが、1944年1月からはリーハイ・バレー国際空港で観測されたものになっている。さらなる情報はThreadEx参照。